# Þórður Narfason
Þórður Narfason (Thordhur, 1252 - 1308) fue un jurista y escritor de Kolbeinsstaðir, Hnappadals en Islandia. Pertenecía al clan familiar de los Skarðverjar y era hijo de Narfi Snorrason, sacerdote en Kolbeinsstaðir. Fue lögmaður de la región del noroeste de la isla, pero es más conocido por su contribución a la literatura islandesa; gracias a él se ha preservado mucho de la historia medieval del país, sobre todo de textos de la saga Sturlunga, pero no han sobrevivido originales a excepción de Hrafns saga Sveinbjarnarsonar. Sobre su vida personal no se conoce casi nada, aunque probablemente no tuvo esposa ni descendencia, ya que su hermano Snorri heredó sus propiedades a su muerte el 12 de mayo de 1308.